# إدغار برايت ويلسون
إدغار برايت ويلسون (بالإنجليزية: Edgar Bright Wilson)‏ هو كيميائي أمريكي، ولد في 18 ديسمبر 1908 في تينيسي في الولايات المتحدة، وتوفي في 12 يونيو 1992 في كامبريدج في الولايات المتحدة.